# Jürgen Jaenisch
Jürgen Jaenisch (* 12. August 1939 in Berlin; † 10. Januar 2020 in Köln, Nordrhein-Westfalen) war ein deutscher Lang- und Mittelstreckenläufer sowie Leichtathletiktrainer. Im Trikot der bundesdeutschen Nationalmannschaft verbesserte er 1964 den Halleneuroparekord über 4-mal 400 Meter in einer Staffel mit Willi Holdorf.

## Leben
Jaenisch gewann 1964 bei den Deutschen Hallenmeisterschaften in Kiel über 400 Meter für den Hamburger SV die Silbermedaille. Ein Jahr später verbesserte er sich unter dem Hallendach zwar von 50,3 Sekunden auf 48,8 Sekunden, wurde im Trikot des ASV Köln aber nur Dritter.
Unter freiem Himmel gelang Jaenisch bereits 1963 der erste Medaillengewinn bei Deutschen Meisterschaften. Als Startläufer der 4-mal-400-Meter-Staffel des Hamburger SV wurde er mit seinem Team Dritter. In seinem Geburtsort Berlin erlief sich Jaenisch bei den Deutschen Meisterschaften 1964 mit der 3-mal-1000-Meter-Staffel des ASV Köln ebenfalls Rang drei. Bronze errang er dann auch bei den nationalen Titelkämpfen 1966 als Teil der Kölner 4-mal-400-Meter-Staffel sowie 1970 mit der 4-mal-800-Meter-Staffel des TSV Bayer 04 Leverkusen.
Nach seiner eigenen Karriere engagierte sich Jaenisch insgesamt 17 Jahre lang als Nachwuchstrainer beim ASV Köln. Er führte beispielsweise Vera Coutellier, die spätere deutsche Vizemeisterin über 1500 Meter sowie Team-Vizeeuropameisterin im Crosslauf von 2021, bereits in der Jugend in die nationale Spitze.
Beruflich war er als Lehrer für Sport und Erdkunde am Städtischen Montessori-Gymnasium in Köln tätig.
Jaenisch war verheiratet und hatte eine Tochter.